# Concordia (Mythologie)

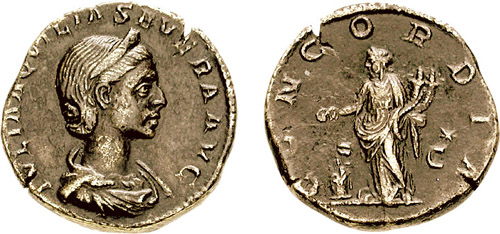
Concordia auf der Rückseite einer Münze (Vorderseite: Aquilia Severa, zweite und vierte Frau des Elagabal), ein Füllhorn und eine Patera haltend

Concordia ist die Personifikation der Eintracht in der römischen Mythologie (entspricht der Ὁμόνοια Homónoia in der griechischen Mythologie). Der römischen Vorstellung nach fördert und erhält sie die Eintracht und die Einheit der Bürger Roms. Dargestellt wurde sie mit den Attributen Füllhorn, Opferschale und ineinander geschlungenen Händen.
Concordia ist einer der von den Römern personifizierten altrömischen Tugendbegriffe, wie auch Fides (Treue), Spes (Hoffnung), Pudicitia (Keuschheit), Iustitia (Gerechtigkeit), Virtus (Tugend), Pax (Frieden), Libertas (Freiheit), Honos (Ehre) oder Felicitas (Glück). Ursprünglich wurden die altrömischen Gottheiten nicht in Bildern oder Statuen verehrt. Erst von den Griechen und Etruskern wurde die Vorstellung einer Götterwelt in Menschengestalt übernommen.
Der Concordia war ein Tempel im Nordwesten des Forum Romanum in Rom geweiht, der sich am Fuße des Kapitols befand. Jedes Jahr am 16. Januar wurde ihr zu Ehren in einem Fest an die Einweihung des Tempels erinnert, der anlässlich der Versöhnung zwischen Plebejern und Patriziern nach dem Ende der Ständekämpfe im Jahre 367 v. Chr. errichtet worden war.